# 42 до н. е.

## Події
- Марк Емілій Лепід (вдруге) і Луцій Мунацій Планк — консули Римської республіки.
- Поблизу міста Філіппи (Греція) відбулися дві битви між монархістами на чолі з Марком Антонієм і Октавієм та республіканцями, вбивцями Юлія Цезаря, які закінчилися поразкою останніх.

## Народились
- Тиберій — римський імператор.
- Марк Клавдій Марцелл — давньоримський політик.

## Померли
- 23 жовтня — після поразки у битві при Філіппах (Греція) від об'єднаних армій Марка Антонія і Октавія покінчив життя самогубством 43-річний Марк Юній Брут
- Гай Антоній — політичний та військовий діяч Римської республіки.
- Гай Кассій Лонгін — римський сенатор, провідний призвідник замаху на Юлія Цезаря, зведений брат Марка Юнія Брута.
- Квінт Антістій Лабеон — політичний діяч, правник Римської республіки.
- Марк Лівій Друз Клавдіан — політичний та військовий діяч Римської республіки.